# طرز (راور)
طرز (راور)، روستایی از توابع بخش مرکزی شهرستان راور در استان کرمان ایران است. این روستا به دلیل دارا بودن سرو های چند هزار ساله با قدمتی حدود هزار و پانصد تا سه هزار سال شهرت دارد . سرو  طرز بلند ترین سرو ایران شناخته شده است .

## جمعیت
این روستا در دهستان راور قرار دارد و براساس سرشماری مرکز آمار ایران در سال ۱۳۸۵، جمعیت آن ۶۳۵ نفر (۱۷۶خانوار) بوده‌است.

## آب و هوا و اقلیم
آب و هوای روستای طرز راور معتدل کوهستانی است و تابستان های خنک و زمستان های سردی دارد.

## جاذبه های گردشگری
- درخت سرو چندهزارساله طرز راور
- برج تاریخی مدور طرز